# 三遊亭左圓馬
三遊亭 左圓馬（さんゆうてい さえんば、1944年4月10日 - 2023年10月27日）は、群馬県吾妻郡中之条町出身の落語家。落語芸術協会所属。本名∶横手 基彦。出囃子は『鉄道唱歌』。

## 経歴
1969年1月、四代目三遊亭圓馬に入門。前座名「喜久馬」を名乗る。
1973年4月、二ツ目に昇進し「三遊亭桂馬」に改名。二ツ目時代は「落語水心倶楽部」を結成し全国で落語会を開催した。
1984年4月、四代目三遊亭圓左、三代目三遊亭小圓右、三遊亭左遊、桂南治と共に真打昇進し「三遊亭左圓馬」に改名。
2023年10月27日、死去。79歳没。
訃報は所属されている落語芸術協会からは会員や公には告知されず、11月頃にプロフィールに忌日が追記され掲載欄が「故人」の項に変更されていた。

## 活動
四ツ谷界隈を拠点として活動。俗曲などの女性古典芸能人や弾き語りシンガー達を束ねた「大江戸小町会」を組織。
三宅島噴火の際などにはチャリティ寄席なども度々開催。

## 弟子
- 三遊亭絵馬（紙切り）[2]

## 芸歴
- 1969年1月 - 四代目三遊亭圓馬に入門、前座名「喜久馬」を名乗る。
- 1973年4月 - 二ツ目昇進、「桂馬」に改名。
- 1984年4月 - 真打昇進、「三遊亭左圓馬」に改名。